# イモウトノカタチ
『イモウトノカタチ』は2012年8月31日にCUFFSの姉妹ブランド・Sphereより発売された18禁恋愛アドベンチャーゲームである。

## 概要
Sphereの第3作目、CUFFSの通算第11作目となる恋愛アドベンチャーゲーム。過去に大災害に遭った街を舞台に、主人公やヒロインが失われた家族と思い出、自分自身のルーツを捜していくストーリーである。
当初は7月27日発売予定だったが、制作上の都合により8月31日へ発売日が延期された。
Sphereの前作『ハルカナソラ』の制作終了後、「同じライター陣でまた何かやりたい」という気持ちから、3人のライターを中心に本作品の企画が作られた。作品テーマは「生き別れの妹探し」で、タイトル『イモウトノカタチ』には「妹にもいろいろな形があり、血がつながらなくても幼馴染でも”妹”である」という意味が込められている。
CUFFSの作品としては初めてマップ選択制が採用された。ゲーム内で何回か表示されるマップ画面で移動先を選択していくと、その後のストーリーが分岐する。

## ストーリー
美馬雪人は、15年前の豪雨災害で生き別れた妹を探すため、故郷・鵠見（くぐみ）市の白鳥（しらとり）環境特区を訪ねた。街で偶然に同じ境遇の美優樹と出会い、災害受付センターや久々美良（くくみら）学園で問い合わせたものの、そもそも自分達がこの街にいた情報が存在しないことが判明。諦めきれない雪人は、美優樹と共に久々美良学園へ編入し、調査を続けるのだが…。

## 登場人物

### 主人公
美馬 雪人（みま ゆきと）
本作の主人公。美郷学園第三分校2年生→久々美良学園2年F組。15年前の鵠見豪雨災害で両親や妹と離ればなれになり、孤児として施設へ引き取られた。（妹以外の家族の事は全く憶えていない）。鵠見市で災害前の住民データが発見されたニュースを聞き、妹を捜すため久々に故郷を訪ねてきた。調査の結果、自分がこの街にいた情報が存在しないことがわかって愕然としたが諦めきれず、被災者向けの制度を使って久々美良学園へ編入した。思い立ったら即行動のポジティブシンキングな性格で、天然ストレートな言動に周囲が振り回されることもしばしば。三度の飯より風呂が好きで、入寮した白鳥寮の露天風呂を楽しんでいる。元々田舎に住んでいたためか、これまで携帯やパソコンを使ったことが無く、ミータのようなロボットや電子マネーにも慣れていない。

### ヒロイン
瀬名 美優樹（せな みゆき）
声 - 卯衣
星ヶ丘女子学院2年生→久々美良学園2年F組。鵠見豪雨災害で身元不明の孤児となり、今の両親に引き取られた。朧気に憶えている兄を捜しに鵠見市へ一人で旅して来て、偶然出会った雪人に引きずられて久々美良学園へ編入し、クラスメイトとなる。生真面目だが天然・ドジな性格で、よく転んだり落とし物をしたりする。幼稚園から厳しい女子校に通っていたため男性に免疫が無く、鵠見での生活もいろいろ初体験なことが多い。
澄稀 あやか（すめらぎ -）
声 - 蒼原千佳
学園2年F組で、雪人と同級。小柄で元気なツンデレキャラ。大手製薬会社・澄稀製薬の社長令嬢だが、親と自分は別だとはっきり区別している。鵠見で長く暮らす地元民で街の歴史にも詳しく、住民の力で災害から復興してきた今の鵠見の街を大切に思っている。お祖母ちゃんっ子で、彼女から教えられた料理や知識などに詳しく、書道も三段の腕前。
美馬 千毬（みま ちまり）
声 - 姫川あいり
学園1年で白鳥寮の寮生。雪人と同様に鵠見豪雨災害で家族を失い、同じ施設で一緒に暮らしてきた。妹捜しのため引っ越してしまった雪人を追いかけて、自分も鵠見市へやってきた。基本的に素直な性格だが、雪人にいつも甘えていて独占欲が強く、他の女の子達が雪人に近づくのを嫌がっている。長く共同生活してきたので、雪人と一緒に着替えたり寝たりするのも抵抗が無い。
ミータ（みーた、MeTA）
声 - 杏子御津
学園2年F組。雪人と同級生の医療介護ロボット。正式名称は「タイプGNW-0021 Medical Treatment and nursing Automaton」で、通称「MeTA」と呼ばれている。見た目は人間そっくりだが、淡々とマイペースにしゃべり、時々下ネタジョークやオタクなネタも繰り出す。あやか・晴哉とは昔からの腐れ縁で、あやかのバイタルサインを把握したり、位置情報をハックしたりするなど、病院での仕事以外にも能力を無駄に発揮している。
清宮 真結希（すずのみや まゆき）
声 - 夏野こおり
豪雨災害の後遺症による全身麻痺のため、鵠見中央メディカルセンターに長期入院している少女。15年間病院から出たことがなく、主治医の律佳や数人の看護婦としか会うことが無かった。自分の境遇にめげない明るさと強さを持ち、一度思い立ったら自分の意志を曲げない頑固な面もある。

### サブキャラクター
玉木 晴哉（たまき はるや）
声 - 木島宇太
学園2年F組で雪人と同級。生徒会副会長も務める。軽い性格で授業をサボってばかりの問題児で、よく静夏のお仕置きを受けている。周囲からはよく「たまきん」と呼ばれるが、その呼び名は子どもの頃のトラウマで「たまきん言うな！」と嫌がっている。白鳥寮とは別の寮に住んでいる。
藤咲 静夏（ふじさき しずか）
声 - 水簾
学園3年生。学園の生徒会長で、白鳥寮の寮長でもある。いつもにこやかな笑顔だが、サボりの晴哉を強制連行してお仕置きするなど、時に鬼の一面を見せる。白鳥寮では現在病気療養中の寮母に代わり、寮長として寮内を取りまとめている。
漁 聡里（すなどり さとり）
声 - 三代眞子
学園1年生で千毬と同級。白鳥寮の寮生。豪雨災害で両親・兄と生き別れ、叔父さんの家に世話になっていたが、学園進学を機に寮へ引っ越した。かなりの妄想癖があり、雪人や女の子達の事を様々に妄想して、鼻血を出してしまうこともある。ケーキなど甘い物に目が無く、商店街のスイーツのお店にも詳しい。
梓 弓弥子（あずさ ゆみこ）
声 - 斉藤雪江
学園の理事長。はっきりした物言いのキャリアウーマンで、これまで鵠見市の復興に尽力してきた。肉親捜し事業の責任者でもあり、雪人や美優樹のことは転入当初から気にかけている。
澄稀 順也（すめらぎ じゅんや）
声 - 村田勝利
澄稀製薬社長の息子で、あやかの兄。小さい頃から海外留学するなど頭は良いが、あやかに対してはつらく当たっている。
清宮 律佳（すずのみや りっか）
声 - 理多
鵠見中央メディカルセンターに勤務する内科医で、ミータの開発者。いつも冷静にローテンションでしゃべる。仕事熱心だが食事や生活はいい加減で、コーラを「命の水」と言っている。
高階 利夫（たかしな としお）
声 - 神山蒼紫
豪雨災害の前まで実験都市に勤めていた科学者。

## 作品舞台
この作品の時間軸は、環境破壊や地球温暖化が今より進行した近未来に設定されている。作中での言及から2050〜2060年近辺と推測される。1年の半分以上が夏の気候で、卒業式の頃に桜が咲き、雪は長年降っていない。
鵠見市
白鳥湖（鵠見湖）畔にある街で、以前から避暑地・温泉地として多くの観光客が集まっていた。15年前の大規模豪雨災害により、コンピュータで一括管理していた住民データが消失し、多くの犠牲者や災害孤児が「身元不明者」となってしまった。最近になって災害跡地から当時のコンピュータが発見されて一部の住民データの復元に成功し、現在は災害受付センターを中心にその照合作業が行われている。毎年7月には久々美良学園内の慰霊碑前で、災害犠牲者を偲ぶ慰霊祭が開催される。
白鳥環境特区
自然エネルギーを利用した「自然共生型環境都市」として、鵠見市の白鳥湖周辺が国から特区認定を受け、都市管理システムや研究施設などの大規模な開発が行われた。しかし15年前の豪雨災害で都市がほぼ壊滅。開発に入っていた大資本も撤退し、特区認定も取り消された。その後地域住民の努力で、整然と区画整理された新市街地が旧市街地の西側に復興され、環境特区として再認定された。風力発電所「白鳥ウインドファーム」などを中心に自然エネルギーを活用した街づくりがされており、湖畔を一周する路面電車も浮上式リニアになっている。
久々美良学園
豪雨災害後に鵠見市の復興のシンボルとして設立された学園で、多くの被災者を学生として受け入れている。前・後期の2学期制で、単位選択制のカリキュラムになっており、同じクラス内でも一人一人時間割りが違う。敷地は広大で、公園のように広い中庭や、オープンテラスのカフェテリア、災害犠牲者を弔う慰霊碑などがある。図書室は災害で散逸した街の記録・資料を集めるアーカイブとして注力され、図書以外の各種メディアやパソコンも利用できる。学生証はIDカード＋電子マネーになっていて、学園の学食や購買だけでなく、環境特区内のどこでも決済に使うことができる。6月には学園と寮で感謝祭（文化祭）が開催される。
白鳥寮
雪人と美優樹が入寮した学生寮で、久々美良学園の4つある学生寮の1つ。学園から歩いて十数分の距離。元は温泉地のペンションだった建物を改装したもので、その名残で露天風呂がある。寮の運営は寮生の自主性を尊重しており、細かい決まりやルールは無いに等しい。現在は寮母のおばあさんが体調を崩しており、寮長の静夏を始め寮生有志が交代で食事を作ったり、寮の管理をしている。

## スタッフ
- 原画：武藤此史、こだまさわ、橋本タカシ
  - サブキャラ原画:源之助
  - SDキャラ:すいみゃ
- グラフィック：X壱型改、鶏野郎、綾瀬、市倉、悠哉、NAMI、HISOCA、すいみゃ、春華
- 背景：月島みちや、株式会社ニライカナイ（外注）
- シナリオ：なつかぜかおる、朝倉誠理、太刀風雪路
- 音楽：Peak A Soul+ 安瀬聖
- 音響制作:Brave Hearts
- 音声収録:吉戸正樹
- ムービー制作：feat.Works(yo-yu/yokota)
- ディレクター：佐倉直人
- 企画・制作：CUFFS

## 主題歌
オープニングテーマ曲「いろんなカタチ」
作詞：Duca、作曲・編曲：ANZE HIJIRI、歌：Duca
エンディングテーマ曲「ツナグミライ」
作詞：Duca、作曲・編曲：ANZE HIJIRI、歌：Duca
※初回限定版特典の『イモウトノカタチ Original Sound Track』には、両曲のショートバージョンとBGM全曲が収録。予約特典の『イモウトノカタチ Maxi Single』に、両曲のフルバージョン／インストゥルメンタルが収録されている。